# Atrichum yakushimense
Atrichum yakushimense är en bladmossart som beskrevs av U. Mizushima 1956. Atrichum yakushimense ingår i släktet sågmossor, och familjen Polytrichaceae. Inga underarter finns listade i Catalogue of Life.